# 苫小牧市美術博物館
苫小牧市美術博物館（とまこまいしびじゅつはくぶつかん）は、北海道苫小牧市にある博物館と美術館の複合施設。前身の苫小牧博物館に美術館を併設し2013年にリニューアルオープンした。愛称は「あみゅー」。

## 沿革
- 1960年 - 市立苫小牧図書館に郷土博物館室を設置。
- 1970年 - 苫小牧市青少年センターに博物・科学展示を設置。
- 1973年 - 苫小牧創建百年を記念し郷土博物館計画を決定。
- 1983年 - 苫小牧市博物館の建設基本計画を決定。
- 1985年11月9日 - 苫小牧市博物館開館。
- 2008年 - 苫小牧市総合計画第5次基本計画にて美術館建設を策定。
- 2011年 - 美術館基本構想を策定。
- 2012年 - 美術館基本計画を策定。
- 2012年8月 - 2013年3月 - 美術館部分増築改修に伴い苫小牧市博物館を閉館。
- 2013年4月 - 苫小牧市博物館再開館。
- 2013年7月27日 - 苫小牧市美術博物館としてリニューアルオープン。

## 館内
1階
- エントランスホール（無料）
  - マンモスの親子像
  - 静川環壕遺跡コーナー
  - デジタルミュージアムコーナー
  - 学芸員相談コーナー
- 博物館1階展示室 - 勇払・樽前山の地質と自然を主に展示する。
  - 第1展示「大地のおいたち」
  - 第2展示「原野の生物たち」
- 第一収蔵展示室 - 自然史関連のコレクションを展示する。
- 美術・特別展示室A/B/C - 遠藤ミマン、砂田友治、能登正智、鹿毛正三など郷土の作家の作品を活用し美術展示を行う。
- 中庭展示スペース - 苫小牧市内の作家の立体作品を展示する。
- 研修室A/B

2階
- 博物館2階展示室 - 市内の遺跡の出土品、アイヌ民具、勇払の開拓や産業を展示する。
  - 第3展示「原野のあけぼの」
  - 第4展示「アイヌのくらし」
  - 第5展示「開拓のあゆみ」
  - 第6展示「伸びゆく苫小牧」
  - 第7展示「スケートのまち苫小牧」
- 第二収蔵展示室 - アイヌの民具など歴史民俗資料のコレクションを展示する。
- 展望ロビー

## 利用案内
- 観覧料 - 大人300円、大・高校生200円。こどもの日と文化の日は入館無料。特別展はその都度変わる。
  - 年間観覧券　大人900円、大・高校生600円。中学生以下は入館無料。
- 開館時間 - 午前9時半から午後5時
- 休館日 - 毎週月曜日・年末年始